# HLA-A69

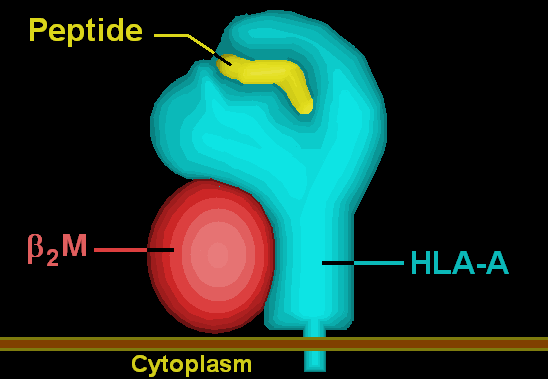

HLA-A69 هو نمط مصلي من مستضد الكريات البيضاء البشرية-أ.